# Anastassija Lopata
Anastassija Lopata (ukrainisch Анастасія Лопата, eng. Anastasiya Lopata, * 20. Dezember 2004 in Kiew) ist eine ukrainische Tennisspielerin.

## Karriere
Lopata spielt bislang überwiegend Turniere auf der ITF Women’s World Tennis Tour, wo sie bisher einen Einzeltitel gewonnen hat.

### College Tennis
Seit 2022 spielt Lopata für das Damentennisteam der Bulldogs der University of Georgia.

## Turniersiege

### Einzel
| Nr. | Datum            | Turnier            | Kategorie | Belag     | Finalgegnerin  | Ergebnis |
| --- | ---------------- | ------------------ | --------- | --------- | -------------- | -------- |
| 1.  | 27. Oktober 2024 | Hilton Head Island | ITF W35   | Hartplatz | Elvina Kalieva | 6:3, 6:2 |

## Persönliches
Anastassija ist die Tochter von Mykola und Lesia Lopata und studiert an der University of Georgia Wirtschaftswissenschaft mit Schwerpunkt Finanzwissenschaft.